# Ilse Kaschube
Ilse Kaschube   (Altentreptow, 25 de juny de 1953) és una piragüista d'aigües tranquil·les alemanya, ja retirada, que va competir sota bandera de la República Democràtica Alemanya durant la dècada de 1970.
El 1972 va prendre part en els Jocs Olímpics d'Estiu de Munic, on guanyà la medalla de plata en la prova del K-2, 500 metres del programa de piragüisme. Formà parella amb Petra Grabowski.
En el seu palmarès també destaquen dues medalles d'or al Campionat del Món de piragüisme en aigües tranquil·les, el 1973 i 1974; així com cinc campionat de la RDA en diferents categories.